# インティ・イリマニ
インティ・イリマニ、またはインティ・イジマニ (Inti-Illimani) は、チリのフォルクローレグループである。歌を通じて社会変革を目指したヌエバ・カンシオン運動を代表するグループである。名前は、インティはインカ帝国の公用語だったケチュア語で太陽を、イリマニ （チリでは、しばしば「イジマニ」と発音される）はボリビア・アンデスの高峰の名前である。
グループの名前からも分かるように、隣国ボリビアのアンデス音楽の影響を強く受け、当時のチリではまだそれほど一般的ではなかったケーナやサンポーニャ、チャランゴといったアンデスの楽器をいち早く使い始めている。また、ベネズエラの国民的な4弦の弦楽器クアトロや、コロンビアとエクアドルで使われる複弦ギターの一種ティプレ、後にはメキシコのギタロンやヴァイオリン、アルパまで、ラテンアメリカ各国の様々な弦楽器を取り入れている。

## 歴史
1967年にチリ工科大学の学生を中心に結成された。1970年には、彼らが支援したチリ社会党のサルバドール・アジェンデが大統領に当選するが、1973年にアウグスト・ピノチェトのクーデターによって政権が倒壊すると、当時、ヨーロッパでコンサートツアーを行っていた彼らは、そのままチリへの帰国が禁止され、ピノチェト政権末期の1988年までイタリアでの亡命生活を余儀なくされる。この間、1980年代に入ってから彼らの音楽性は次第に変化し、ボリビア・フォルクローレ色が次第に薄れるとともに、「革命歌」調の曲が少なくなっていく。
1988年、ピノチェト大統領の信任投票の直前に国外追放が解除された彼らは、15年ぶりにチリに帰国し、ピノチェト信任反対キャンペーン、更には翌1989年のピノチェト後最初の大統領選に参加する。その後、1992年に新メンバーとして、キューバ人のエフレン・ビエラが加入すると、グループの音楽性は一変し、もはやアンデス音楽の雰囲気を残す曲はごくわずかとなった。

## 分裂
結成当初とは音楽的な傾向が大きく変化したことを巡っては、音楽性についてのメンバー間の意見の対立があったものと思われるが、これにメンバー間の個人的な確執が加わって、2001年以降、結成以来30年以上リーダーをつとめてきたオラシオ・サリーナス (Horacio Salinas) をはじめとして、結成以来の主要メンバーが次々とグループを脱退、2004年にインティ・イリマニ・イストリコ (Inti-Illimani historico,「歴史的」インティ・イリマニ) を結成する。一方、従来のインティ・イリマニは、インティ・イリマニ・ヌエボ ((Inti-Illimani nuevo,「新」インティ・イリマニ) を名乗り、二つのグループがインティ・イリマニの名前を巡って対立し、裁判にまでなっている。

## メンバー
主要メンバーのみ
- オラシオ・サリーナス Horacio Salinas 結成時よりリーダー、現在インティ・イリマニ・イストリコで活動
- オラシオ・ドゥラン Horacio Duran 結成メンバー、現イストリコ
- ホセ・セベス José Seves 1971年より参加、現イストリコ
- ホルヘ・コウロン Jorge Coulón 結成メンバー、現在インティ・イリマニ・ヌエボで活動
- マルセロ・コウロン Marcelo Coulón 1978年より参加、現ヌエボ。ホルヘ・コウロンの弟
- マックス・ベル Max Berrú 結成時より1997年まで。チリ人ではなくエクアドル人である。現在は音楽活動を離れて飲食店を経営している。
- ホルヘ・バル Jorge Ball 1982年より参加、現イストリコ
- エフレン・ビエラ Efrén Viera 1992年より参加、現ヌエボ。キューバ人である。

## その他
1980年代から90年代にかけて、クラシックギターのジョン・ウィリアムス、フラメンコ・ギターのパコ・ペーニャをゲストに迎えて、何枚かのアルバムを出している。
インティ・イリマニの先輩格にあたるグループに、キラパジュン (Quilapayún)がある。結成当初は、同じヌエバ・カンシオンの旗手としての政治・社会的立場、選曲や音楽的な特徴、更にはステージでの衣装に至るまで互いによく似ていたが、その後インティ・イリマニの音楽的な傾向が大きく変化したことにより、類似性はほとんどなくなった。
1977年、1991年、1997年の3回来日公演を行っている。現在のところ最後となっている1997年の来日公演は、日本・チリ修交100周年事業として、外務省の外郭団体である国際交流基金の招きによるものであった。東京国際フォーラムで入場無料のコンサートが行われた。

## ディスコグラフィー

### スタジオ・アルバム
- 1969 - Si somos americanos
- 1969 - A la Revolución Mexicana
- 1969 - Inti-Illimani
- 1970 - Inti-Illimani
- 1970 - Canto al programa
- 1971 - Autores chilenos
- 1972 - Canto para una semilla (con Isabel Parra y Carmen Bunster)
- 1973 - Canto de pueblos andinos
- 1973 - Viva Chile!
- 1974 - La Nueva Canción Chilena (Inti-Illimani 2)
- 1975 - Canto de pueblos andinos (Inti-Illimani 3)
- 1975 - Hacia la libertad (Inti-Illimani 4)
- 1976 - Canto de pueblos andinos, vol. 2 (Inti-Illimani 5)
- 1977 - Chile resistencia (Inti-Illimani 6)
- 1978 - Canto per un seme (con Isabel Parra y Edmonda Aldini)
- 1978 - Canto para una semilla (con Isabel Parra y Marés González)
- 1979 - Canción para matar una culebra
- 1979 - Jag Vill Tacka Livet (con Arja Saijonmaa)
- 1981 - Palimpsesto
- 1984 - Imaginación
- 1985 - Chant pour une semence (con Isabel Parra y Francesca Solleville)
- 1985 - La muerte no va conmigo (con Patricio Manns)
- 1986 - De canto y baile
- 1987 - Fragmentos de un sueño (con ジョン・ウィリアムス y Paco Peña)
- 1990 - Leyenda (con John Williams y Paco Peña)
- 1993 - Andadas
- 1996 - Arriesgaré la piel
- 1998 - Lejanía
- 1998 - Amar de nuevo
- 1999 - La rosa de los vientos
- 1999 - Inti-Illimani sinfónico
- 1999 - Inti-Illimani interpreta a Víctor Jara
- 2002 - Lugares comunes - Inti-Illimani Nuevo
- 2005 - Inti + Quila Música en la memoria Vol. I (con Quilapayún y artistas invitados) - Inti-Illimani Histórico
- 2006 - Inti + Quila Música en la memoria Vol. II (con Quilapayún y artistas invitados) - Inti-Illimani Histórico
- 2006 - Pequeño mundo - Inti-Illimani Nuevo
- 2006 - Esencial - Inti-Illimani Histórico
- 2010 - Meridiano (con Francesca Gagnon) - Inti-Illimani Nuevo
- 2010 - Travesura (con Diego «el Cigala» y Eva Ayllón) - Inti-Illimani Histórico
- 2014 - Teoría de cuerdas - Inti-Illimani Nuevo
- 2014 - Inti-Illimani Histórico Canta a Manns - Inti-Illimani Histórico

### ライヴ・アルバム
- 1980 - En directo
- 1984 - Sing to Me the Dream (con Holly Near)
- 1992 - Conciertos Italia '92 (no oficial)
- 1997 - En vivo en el Monumental
- 2001 - Antología en vivo
- 2003 - Viva Italia
- 2006 - Antología en vivo Inti-Illimani Histórico
- 2012 - Eva Ayllón + Inti-Illimani Histórico Inti-Illimani Histórico
- 2013 - La máquina del tiempo - Inti-Illimani Nuevo